# Kabarowie
Kabarowie lub Kawarowie (gr. Κάβαροι, Kabaroi) – to turecki związek plemienny, który w IX wieku osiedlił się w centrum dzisiejszej Ukrainy, w okolicach Połtawy.

## Pochodzenie
Kawarowie zaliczali się do tureckich Chazarów, którzy w VII w. utworzyli na północnym Kaukazie niezależny chanat. W szczytowym okresie rozwoju Kaganat Chazarski rozciągał się na całym południoworosyjskim stepie między Wołgą i Dnieprem do Kaukazu, a na północy aż do dzisiejszej Moskwy.
Kabarowie powstali z trzech plemion chazarskich, które w IX wieku zbuntowały się przeciwko kaganatowi. Powstanie było na tyle ważne, że zostało wspomniane w dziele De Administrando Imperio cesarza i historyka Konstantyna VII Porfirogenety (913–959).

## Związki z plemionami węgierskimi
Po przegranym powstaniu Kabarowie zostali wypędzeni z Kaganatu Chazarskiego i znaleźli ochronę w związku siedmiu plemion węgierskich. Trzy kabarskie plemiona dołączyły do plemion węgierskich, gdy z ukraińskich stepów wywędrowały one do Kotliny Panońskiej i wspomagały je w zdobyciu terenów późniejszych Węgier. Stąd wysnuto przypuszczenie, że słowo „węgierski” mogłoby pochodzić od tureckiego On Onogur (dziesięć strzał), jeśli odniesie się je do siedmiu plemion węgierskich i trzech kabarskich.
Węgierski związek plemienny znajdował się w luźnej zależności od państwa chazarskiego i ok. 833 r. zamieszkiwał obszar Lewedii między Donem i Dnieprem. Około 850 lub 860 r. został wyparty ze swoich siedzib przez Pieczyngów i osiadł w okolicy, którą cesarz Konstantyn VII Porfirogeneta nazywał „Etelküzu” (Etelköz), leżącą między Dnieprem, Bohem, Dniestrem, Prutem i Seretem. Cesarz bizantyjski Leon VI Filozof w 894 r. poprosił Węgrów o pomoc, ponieważ prowadził wojnę z Symeonem I, carem Bułgarów. W 895 r. Węgrzy pod dowództwem księcia Almosza przekroczyli Dunaj i spustoszyli Bułgarię ogniem i mieczem. Bułgarzy zawezwali na pomoc Pieczyngów, będących wtedy królami stepów, którzy zaatakowali Węgrów od tyłu i zmusili ich do wycofania się w góry Siedmiogrodu. Ci jednak, wkrótce potem, skierowali się na zachód, pokonali Świętopełka I, władcę państwa wielkomorawskiego i wykorzystali zamęt po jego śmierci w 895 r. do opanowania Kotliny Panońskiej. Walczyli również w latach 898-99 w Italii jako sojusznicy cesarza rzymskiego Arnulfa z Karyntii. Po zwycięstwie Węgrów nad Świętopełkiem II w 906 r., który w trakcie walk stracił życie, państwo wielkomorawskie upadło. Ponieważ także bawarskie wojsko pod dowództwem księcia Luitpolda zostało zniszczone w bitwie pod Bratysławą latem 907 r., to Węgrzy mogli bez przeszkód osiedlić się w swojej nowej ojczyźnie.

## Osiedlenie się na Węgrzech
Kabarowie osiedlali się szczególnie na terenie historycznego komitatu Bihar późniejszego Królestwa Węgier (w obecnych komitatach Hajdú-Bihar i Békés, ale w największej części w okręgu Bihor w Rumunii) oraz w Siedmiogrodzie. Niektórzy historycy przypuszczają, że książę Marot i jego wnuk Menumorut, książę Bihar, wspomniani w Gesta Hungarorum, byli kabarskiego pochodzenia. Istnieją wskazówki, że Kabarowie osiedlili się również na Rusi Kijowskiej. Przynajmniej część Kabarów przyjęła judaizm, reszta jednak była chrześcijanami, muzułmanami lub szamanistami. Obecność tureckiej arystokracji wśród Węgrów mogłaby wyjaśnić bizantyjski protokół z czasów cesarza Konstantyna Porfirogenety, w którym przy wymianie poselstw, węgierscy panowie są określani zawsze jako „książęta Turków”. Kabarowie zasymilowali się w końcu z ludnością węgierską.

## Zachowane ślady
Na temat Seklerów, którzy służyli jako strażnicy węgierskiego systemu obrony granic, zwanego gyepű i w późnym średniowieczu, obok węgierskiej szlachty i Sasów siedmiogrodzkich tworzyli jeden z trzech stanów Siedmiogrodu, istnieją różne teorie, wśród nich i takie, że zaliczają się oni do potomków Kabarów. Część ich specyfiki kulturalnej i lingwistycznej można wytłumaczyć, sięgając do tych źródeł.
Jeden ze śladów historycy znajdują w osobie Samuela Aby, króla Węgier w latach 1041–44, urodzonego ok. 990 r. i zamordowanego 5 lipca 1044 r. w Füzesabony, pochowanego w opactwie w Abasár. Był synem księcia Kabarów. Dopiero w związku ze ślubem jego ojca z siostrą króla Stefana I (1000–1038), pierwszego chrześcijańskiego króla Węgier, Kabarowie zaczęli przechodzić na chrześcijaństwo. Król Samuel Aba, który jednocześnie był siostrzeńcem króla Stefana I, został w 1041 r. trzecim królem Węgier po tym, jak wypędził swego kuzyna i poprzednika, Wenecjanina Piotra Orseolo, syna Marii, starszej siostry króla Stefana. Jego panowanie trwało jednak krótko. Zniechęcił do siebie szlachtę i duchowieństwo, a po napadach na Marchię Austriacką, gdzie został pobity w 1042 r. przez magrabiego Adalberta I i wybuchu wewnętrznych buntów oraz klęsce w bitwie pod Ménfő zadanej mu przez cesarza Henryka III, został pojmany i stracony 5 lipca 1044 jako uzurpator.
Historia na tym jednak się nie kończy, ponieważ istnieje znacząca liczba jego potomków. Należą do nich szczególnie węgierskie rodziny magnackie, które określają się jako „de genere Aba” (z rodu Aba). Zachowały one przypuszczalnie do dziś genetyczne pamiątki, jako dziedzictwo Kabarów.